# Bruzda (książka)
Bruzda (tytuł oryginalny Surco) – książka zawierająca myśli i zapiski św. Josemarii Escrivy, założyciela Opus Dei. Wydana pośmiertnie w 1986 r. w języku hiszpańskim. Zawiera zebrane w 1000 punktów rozważania duchowe, będące owocem modlitwy świętego.
Jej łączny światowy nakład w różnych językach, to ponad 500 tys. egzemplarzy (2008). Po polsku ukazało się ponad 30 tys. egzemplarzy.